# Bezzia pallidipes
Bezzia pallidipes är en tvåvingeart som beskrevs av Clastrier och Wirth 1961. Bezzia pallidipes ingår i släktet Bezzia och familjen svidknott. Inga underarter finns listade i Catalogue of Life.